# Горенци (Дебарца)
Горенци (мкд. Горенци) су насеље у Северној Македонији, у западном делу државе. Горенци припадају општини Дебарца.

## Географија
Насеље Горенци је смештено у западном делу Северне Македоније. Од најближег града, Охрида, насеље је удаљено 12 km северозападно.
Горенци се налазе у историјској области Дримкол, која приобално подручје Охридског језера око Струге, на месту истока реке Црни Дрим (порекло имена). Насеље је смештено у источном делу области, где се од Струшког поља на западу уздиже побрђе Горенци ка истоку. Јужно од насеља се налази Охридско језеро. Надморска висина насеља је приближно 760 метара.
Клима у насељу, и поред знатне надморске висине, има жупне одлике, па је пре умерено континентална него планинска.

## Становништво
Горенци су према последњем попису из 2002. године имали 316 становника. 
Већину становништва чине етнички Македонци (54%), а у мањини су Албанци (46%).
Већинска вероисповест је православље, а мањинска ислам.